# فایروود (شهرستان کینگ)
فایروود، شهرستان کینگ (انگلیسیFairwood, King County, Washington) ناحیه‌ای است که ثبت قانونی نشده و محل برگزاری سرشماری است و در شهرستان کینگ، واشینگتن، ایالات متحده قرار دارد. جمعیت آن بر اساس سرشماری سال ۲۰۱۰ قریب به ۱۹٬۱۰۲ نفر بود. جمعیت این ناحیه در سال ۲۰۰۷ قریب به ۲۵۰۰۰ نفر بوده‌است.